# Cydnus armiger
Cydnus obsoletus, Cydnus scutatus
Espèce
Synonymes
- †Cydnus obsoletus Förster, 1891,

- †Cydnus scutatus Förster, 1891

Cydnus armiger est une espèce fossile d'insectes hétéroptères (les punaises) de la famille des Cydnidae et du genre Cydnus.

## Classification
L'espèce Cydnus armiger est décrite en 1891 par le paléontologue allemand Bruno Förster (1852-1924), en même temps que les deux espèces †Cydnus obsoletus Förster, 1891 et †Cydnus scutatus Förster, 1891. 

### Ajout fossile allemand et synonymes
En 1937 le paléontologue français Nicolas Théobald (1903-1981) ajoute un fossile allemand de Kleinkembs en Bade-Wurtemberg, rend synonyme les deux espèces Cydnus obsoletus et Cydnus scutatus en Cydnus archaicus et en fait une nouvelle description.

### Fossiles
Selon Paleobiology Database en 2023, cinq collections de fossiles sont référencées, toutes du Rupélien ou Oligocène inférieur, quatre en France, décrites en 1891 par Bruno Förster et la dernière en Allemagne, décrite par Nicolas Théobald,.

### Étymologie
L'épithète spécifique armiger signifie en latin « écuyer ».

## Description

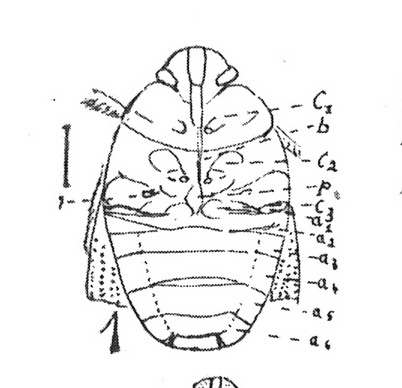
Cydnus armiger Förster 1937 N. Théobald éch. R793 x5 p. 247 Pl. XIX Hémiptères du Sannoisien de Kleinkembs.

### Caractères
La diagnose de Nicolas Théobald en 1937, : Origine : Brunnstatt, Kleinkembs. 

« Insecte de couleur brun jaunâtre sur les exemplaires de Brunnstatt, brun noirâtre par places sur les éch. de Kleinkembs. Forme générale ovale, tête arrondie, yeux composés de forme ovale, de taille moyenne, placés dans les angles postérieurs de la tête. On distingue dans la tête, sur la face dorsale, un lobe central (tyle) et deux lobes latéraux (joues) ; ces lobes sont d'égale longueur ; à la face inférieure on voit le rostre articulé, l'extrémité atteint les hanches II ; antennes non visibles. Pronotum en forme de trapèze, rétréci à l'avant, bords latéraux convexes, arrondi à l'arrière, échancré à l'avant pour recevoir la tête ; pronotum porte une dépression transversale ; scuttelum triangulaire, assez court. Sur la face ventrale apparaissent les insertions des pattes et les hanches (C1, C2, C3) ; entre les hanches II apparaît la carène médiane ; entre les hanches II et III, la plaque métastermale (p). L'orifice odoriférant (o) est visible dans le métapleurite gauche. Abdomen de six segments, seul les cinq derniers sont bien visibles (a1-a6). Le dernier est profondément échancré et porte les appendices du cloaque. La tête, le pronotum, le scutellum et les élytres sont marqués de ponctuations brunes, fines et serrées. Pattes avec tibias armés d'épines. ».

### Dimensions
La longueur totale du corps est de 5,2 mm.

### Affinités
« Comme l'a déjà fait observer Förster, la plupart des Cydninae de Brunnstatt -et il en est de même pour ceux de Kleinkembs- ont des tibias armés d'épines. il n'y a donc pas lieu de maintenir, en ce qui les concerne , le genre Cydnopsis créé par Heer pour les Cydninae fossiles d'Oeningen et de Radoboj, dans lesquels les épines des tibias manquent. Cela peut-être dû aux conditions défectueuses de la fossilisation.
On n'observe pas non plus sur ces Cydninae, les cils qui ornent les bords de la tête dans le g. Cydnus. Un certain nombre de genres de Cydninae en sont dépourvus, exemple Campsotes, Macroscytus, Geotomus, Fromundus. Il ne peut s'agir ici du g. Campsotes, dont le rostre dépasse le thorax, ni du g. Fromundus, dont les élytres sont plus larges que l'abdomen. Le g. Geotomus a des tibias III non armés d'épines et un pronotum uni. Le g. Macroscytus seul pourrait être pris en considération, mais son scutellum est plus large que dans notre échantillon.
C'est pourquoi nous laissons le fossile dans le g. Cydnus, en prenant ce dernier dans le sens large.
Cydnus nigritus Fabr. est de couleur noir sombre, il a une longueur de 4 à 5 mm, on le trouve en Europe, en Chine, en Cochinchine et au Japon.
Cydnus obsoletus Förster et Cydnus scutatus Förtser appartiennent à la même forme que C. armiger.
Connu par plusieurs exemplaires de Brunnstatt (v. Föster) et par trois exemplaires de Kleinkembs (R793 + 953, 943). L'échantillon figuré planche III, fig. 17 est le n° R793 de la collection Mieg de Bâle. ».

## Biologie
« Le g. Cydnus est cosmopolite. ».

## Galerie
- Cydnus aterrimus - différentes vues.

### Publication originale
- [1891] Bruno Förster, « Die Insekten der "Plattigen Steinmergels" von Brunstatt », Abhandlungen zur Geologischen Specialkarte von Elsass-Lothringen, vol. Band 3, no 1,‎ 1891, p. 335-593.